# サロン・アンテルナショナル・ド・ロト

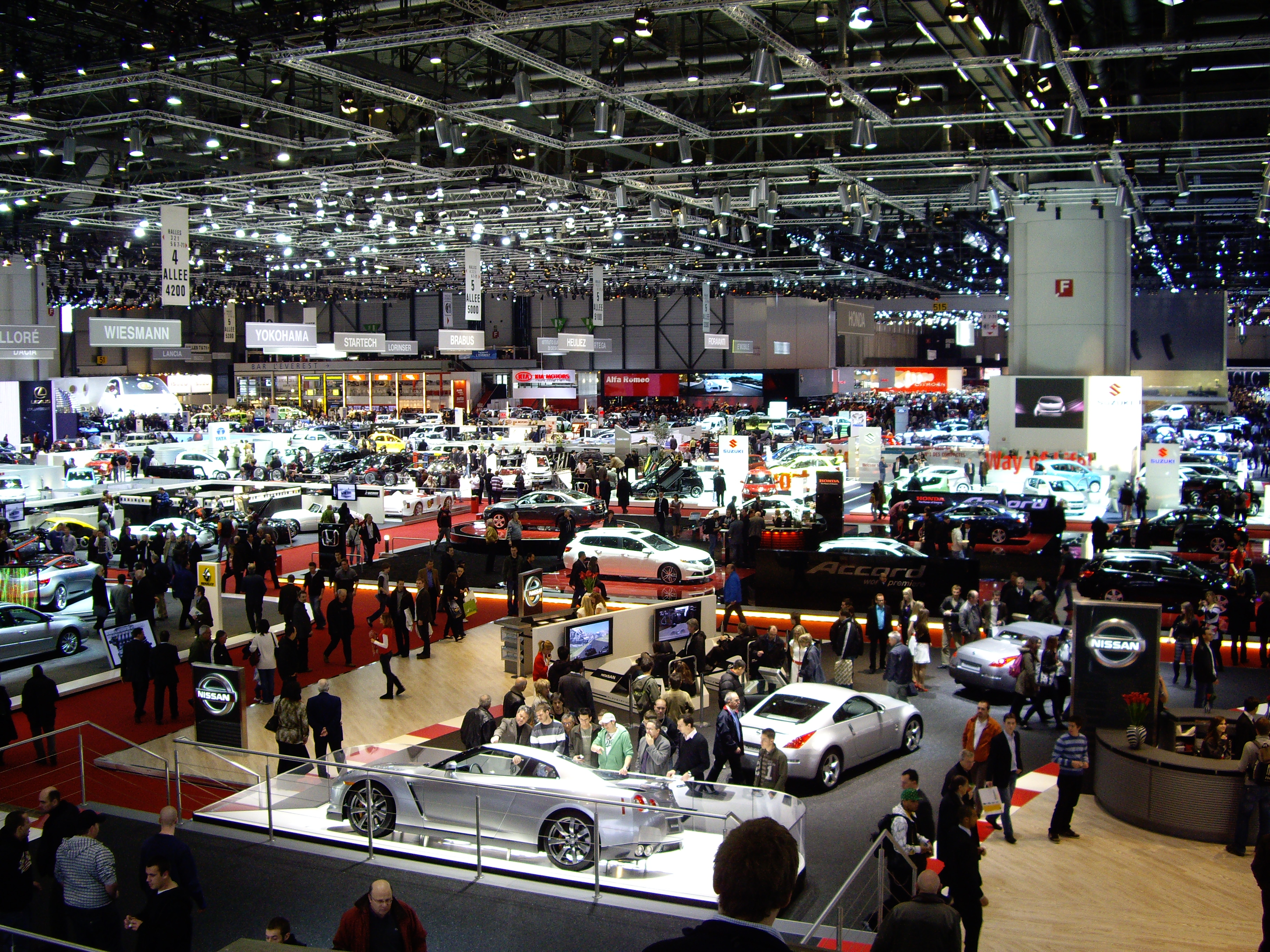
サロン・アンテルナショナル・ド・ロト（2008年）

サロン・アンテルナショナル・ド・ロト (Salon International de l'Auto) 、通称ジュネーヴ国際モーターショー (Geneva International Motor Show, GIMS) とは、スイス・ジュネーヴで毎年春に開催される大規模な国際自動車見本市（モーターショー）で、世界5大モーターショーの一つ。

## 概要
1905年に始められた歴史のあるモーターショーで、近年は、ジュネーヴ空港の近くにあるコンベンション・センターのパレクスポ（Palexpo）で開催される。
世界5大モーターショーのなかで毎年開催されるのは、サロン・アンテルナショナル・ド・ロトと北米国際オートショーとなる。
2020年の開催（3月2日から予定）は、新型コロナウイルス問題の影響により中止されることが2月28日に主催者より発表された。さらに2021-23年も中止が決定。
2024年はコロナ禍明け初の開催となったが、規模は以前の1/6程度に縮小されたものとなった。しかし同年5月、主催者は無期限中止を表明し、次回はカタールで25年11月開催予定